# سكوت مكوي
سكوت مكوي هو محامي وسياسي أمريكي، ولد في 19 أغسطس 1970. نشط حزبياً في الحزب الديمقراطي. وقد انتخب عضو مجلس ولاية يوتا ‏.